# 玉龙山梅花草
玉龙山梅花草（学名：Parnassia yulongshanensis）为卫矛科梅花草属下的一个种。

## 扩展阅读
- 維基物種上的相關：玉龙山梅花草